# Praia da Cocanha
Praia de Cocanha no encontro com o rio Cocanha
A Praia da Cocanha localiza-se no município de Caraguatatuba a 12 km do centro. Formada principalmente por pescadores artesanais e suas famílias e com excelentes opções de hospedagem, atrai diversos turistas devido às suas belezas, às suas águas calmas e cristalinas, ideal prática de pesca e mergulho.
Famosa também pelos seus vários quiosques e atrações como ski-banana, aluguel de jet-skis, caiaques e eventos locais.
Em frente a praia, avista-se um ilhote, bastante frequentado para pratica de mergulho e observação da vida marinha. O local também é conhecido pela tradicional travessia de nadadores da chamada de Prova Natatória Ilha da Cocanha, que tem 1.200 metros de extensão e reúne nadadores de várias partes do país.
É na Cocanha também que está localizada a maior fazenda de mexilhões do estado de São Paulo, produzindo cerca de 8 mil toneladas por ano. Se um visitante quiser conhecer a fazenda, o passeio de barco é organizado pelo Rancho dos Pescadores, na própria praia.